# Radio Lippewelle Hamm

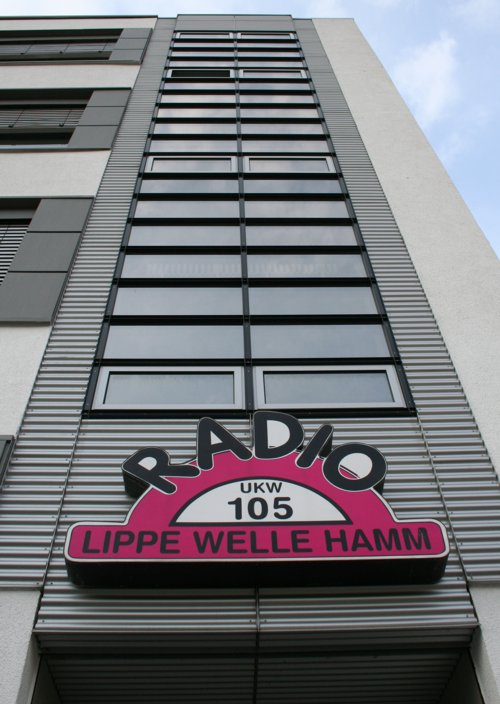
Radio Lippewelle Hamm, Eingang des ehemaligen Funkhauses

Radio Lippewelle Hamm ist das Lokalradio für die Stadt Hamm in Nordrhein-Westfalen. Der Sender ist Teil des NRW-Lokalradiosystems und nahm seinen Sendebetrieb am 6. Juni 1990 auf. Mit einer Tagesreichweite von über 50 % in der werberelevanten Zielgruppe zählt Radio Lippewelle Hamm zu den erfolgreichsten Lokalradios in Deutschland.[¹]

## Geschichte
Radio Lippewelle Hamm wurde im Rahmen des Zwei-Säulen-Modells gegründet: Die inhaltliche Verantwortung liegt bei der Veranstaltergemeinschaft Radio Lippewelle Hamm e. V., während der Sendebetrieb durch die Radio Hamm Betriebsgesellschaft mbH & Co. KG erfolgt. Diese befindet sich zu 75 % im Besitz des Westfälischen Anzeigers, zu 25 % bei den Stadtwerken Hamm. Seit 2018 ist der Sender im gemeinsamen Medienhaus an der Gutenbergstraße untergebracht, das feierlich vom damaligen Ministerpräsidenten Armin Laschet eröffnet wurde.

## Programm
Das Programm besteht werktags aus einer Frühsendung („Am Morgen“, 6–10 Uhr), einem Nachmittagsformat ab 14 Uhr sowie stündlichen Lokalnachrichten zur vollen und halben Stunde. Auch Serviceinhalte wie Verkehrsmeldungen, Veranstaltungstipps und Wetterberichte spielen eine zentrale Rolle.
Am Wochenende stehen neben Musiksendungen vor allem Sportformate im Fokus, darunter die Berichterstattung über Borussia Dortmund und FC Schalke 04. Der Bürgerfunk wird montags bis donnerstags sowie samstags ab 21 Uhr und sonntags ab 19 Uhr ausgestrahlt. Das Abend- und Nachtprogramm wird vom Mantelprogrammanbieter radio NRW übernommen.
Radio Lippewelle Hamm produziert außerdem eigene Podcasts, darunter das werktägliche Nachrichtenformat „Euer Update am Abend“.

## Redaktion

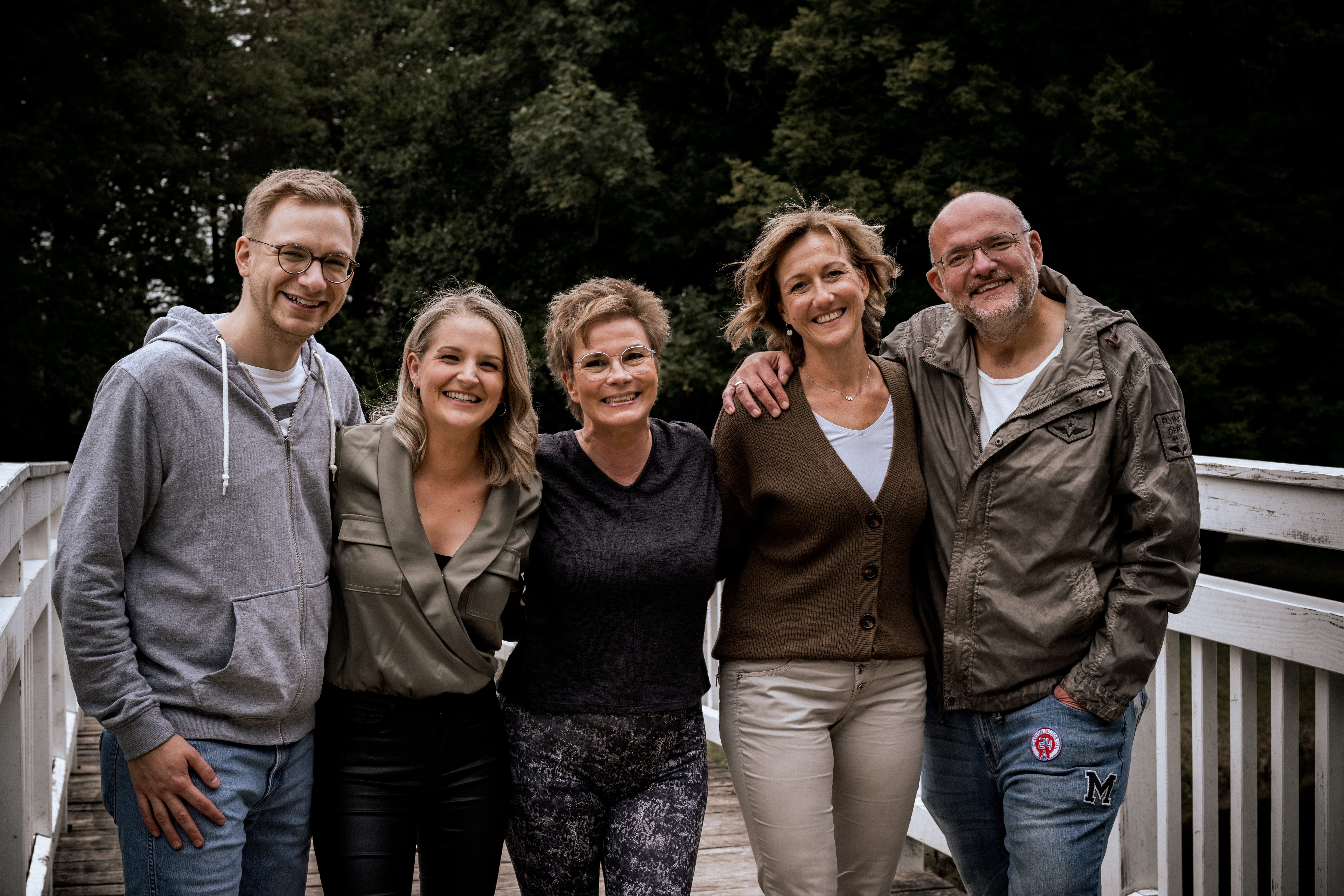
V. l. n. r. Philipp Kania, Lena Heße, Conny Kraft, Simone Niewerth, Jens Heusener, Foto: TiFi Fotografie

Chefredakteur ist Matthias Dröge. Feste Redakteure sind Rainer Wilkes, Conny Kraft, Simone Niewerth, Lars Kosmehl, Irina Neufeld, Lena Heße und Simon Brinkmann. Hinzu kommen viele freie Mitarbeiter. Die Redaktion legt großen Wert auf Nähe zum lokalen Geschehen und berichtet regelmäßig aus Vereinen, Schulen und öffentlichen Einrichtungen der Stadt.

## Aktionen und Veranstaltungen
Der Sender organisiert regelmäßig lokale Events, Sonderformate und Mitmachaktionen. Im November 2024 wurde ein 24-Stunden-Live-Marathon unter dem Motto „Wir sind Radio“ durchgeführt, bei dem Moderatorinnen und Moderatoren rund um die Uhr aus verschiedenen Orten der Stadt berichteten – darunter Tierpark, Weihnachtsmarkt und Feuerwehrleitstelle. Zu den Daueraktionen zählen Gewinnspiele, Schulprojekte („Radioklasse“) und Comedy-Formate wie „Elvis Eifel“ oder „Die Welt in 30 Sekunden“.

## Reichweite
Laut E.M.A. NRW 2024 I erreicht der Sender in der Zielgruppe der 14- bis 49-Jährigen einen Marktanteil von 52,46 %. In der Gesamtbevölkerung ab 14 Jahren liegt die Tagesreichweite bei etwa 70.000 Hörerinnen und Hörern. Mit einer durchschnittlichen Hördauer von knapp 180 Minuten gehört Radio Lippewelle Hamm zu den erfolgreichsten Lokalradios des Bundeslandes – vor Programmen wie 1LIVE oder WDR 2.

## Unternehmen und Programmverantwortliche
Wie alle NRW-Lokalradios ist das Unternehmen nach dem sogenannten Zwei-Säulen-Modell aufgebaut. Diese beiden Säulen sind zum einen die Veranstaltergemeinschaft Lippewelle Hamm e. V. (VG), sowie die Radio Hamm Betriebsgesellschaft mbH & Co. KG (BG). Die VG ist verantwortlich für den Inhalt des Programms, für die Einstellung des Chefredakteurs sowie der festangestellten Redakteure. Die VG setzt sich aus Vertretern gesellschaftlich relevanter Gruppen des Verbreitungsgebietes zusammen. Die VG-Mitglieder arbeiten ehrenamtlich als eingetragener Verein. Vorsitzende ist Manuela Wortmann. Ihr Vorgänger Hans Gerd Nowoczin war bis zu seinem Tod im Dezember 2019 durchgehend seit Gründung in diesem Amt. Die BG ist verantwortlich für Bereitstellung der Technik und die Finanzierung. Sie darf auf den Programminhalt keinen Einfluss nehmen. Die Betriebsgesellschaft verkauft lokale Werbezeiten sowie Sponsorings im Programm.
Inhaber der BG sind die Westfälischer Anzeiger Verlagsgesellschaft mbH & Co. KG (75 %) von Dirk Ippen und die Stadtwerke Hamm GmbH (25 %).

## Vermarktung und Markenauftritt
Seit dem 1. Januar 2024 wird Radio Lippewelle Hamm gemeinsam mit den anderen NRW Lokalsendern Hellweg Radio und Radio MK durch die AUDIOSERVICE plus GmbH vermarktet. Am 1. September 2023 erhielt der Sender ein neues, einheitliches Logo im Rahmen eines gemeinsamen Markenauftritts der Sendergruppe.

## Frequenz
Radio Lippewelle Hamm deckt mit seinen Frequenzen das gesamte Stadtgebiet Hamm ab. Man kann das Lokalradio über die UKW-Frequenz 105,0 MHz hören.
Das Lokalradio kann man auch über Kabel auf der Frequenz 92,15 MHz hören.
Mittlerweile gibt es Lippewelle Hamm auch „online“ und als App.

## Persönlichkeiten / Ehemalige
Folgende inzwischen bekannte Hörfunk- und Fernsehjournalisten begannen ihre Karriere bei Radio Lippewelle Hamm:
- Hans Christian Blomberg (radio ffn, bigFM, 104.6 RTL, JAM FM)
- Peter Brück (ARD, WDR Fernsehen)
- Gedeon Degen (WDR 4)
- Jenny Heimann (radio ffn, N-Joy)
- Britta Hofmann (sky Sport)
- Sandra Quellmann (WDR)
- Alfred Siewe-Reinke
- Sandra Petersmann (Deutsche Welle)
- Dirk Sluyter (Radio Bielefeld)
- Kevin Gerwin (RTL, JAM FM, Die neue Welle)